# Fatih Avan
Fatih Avan (* 1. Januar 1989 in Andırın) ist ein türkischer Leichtathlet, der sich auf den Speerwurf spezialisiert hat. Er startet für die Leichtathletikabteilung des Fenerbahçe SK.

## Karriere
Avan wurde 2009 Dritter beim Winterwurf-Europacup in Los Realejos und siegte bei den Mittelmeerspielen in Pescara, verpasste aber bei den Leichtathletik-Weltmeisterschaften in Berlin den Einzug in das Finale.
Der internationale Durchbruch gelang ihm 2011. Er siegte beim Winterwurf-Europacup in Sofia in der Altersklasse U23. Bei den Leichtathletik-U23-Europameisterschaften in Ostrava belegte er hinter dem Deutschen Till Wöschler den zweiten Rang, bei der Sommer-Universiade in Shenzhen gewann er die Goldmedaille. Nachdem er bei den Leichtathletik-Weltmeisterschaften in Daegu den fünften Platz erreicht hatte, steigerte er den türkischen Speerwurfrekord beim Memorial Van Damme auf 84,79 m. Es war bereits der vierte nationale Rekord für ihn in dieser Saison.
Bei den Olympischen Spielen 2012 in London und bei den Weltmeisterschaften 2013 in Moskau konnte er sich jeweils nicht für das Finale qualifizieren.